# 陳五昌
陈五昌，字伯全，號胤虞，福建福州府福清縣人，明朝政治人物。同进士出身。

## 生平
万历二十五年（1597年）丁酉科福建鄉試第五十六名舉人，三十二年（1604年）进士，考選翰林院庶吉士，三十五年授检讨，后任内阁中书。

## 家族
曾祖陳文林，冠带生员。祖父陳敬箴。父陳知讚。母黄氏，繼母林氏。重慶下。弟世昌、必昌、遠昌、兆昌、大昌。娶李氏。